# Grugliasco
Grugliasco (piemontiul: Grujasch) település Olaszországban, Piemont régióban, Torino megyében. Lakosainak száma 36 896 fő (2023. január 1.). Grugliasco Rivoli, Collegno és Torino községekkel határos.

## Népesség
A település népességének változása:
| Lakosok száma | 37 825 | 37 944 | 37 700 | 37 592 | 36 896 |
|               | 2008   | 2017   | 2018   | 2019   | 2023   |

## Híres szülöttjei
- Gian Piero Gasperini labdarúgó, edző